# 谷川房信
谷川 房信（たにがわ ふさのぶ、生没年不詳）とは、江戸時代の浮世絵師。

## 来歴
師系・経歴不明。作画期は寛延の頃とされ、作に細判の紅摺絵「湯上り福女」（ギメ美術館所蔵）が知られる。この絵の版元は通塩町の奥村屋である。